# 625 Xenia
Xenia (asteróide 625) é um asteróide da cintura principal com um diâmetro de 28,37 quilómetros, a 2,0476954 UA. Possui uma excentricidade de 0,2259566 e um período orbital de 1 571,58 dias (4,3 anos).
Xenia tem uma velocidade orbital média de 18,31229254 km/s e uma inclinação de 12,05738º.
Esse asteróide foi descoberto em 11 de Fevereiro de 1907 por August Kopff.